# Yiddish Art Theatre

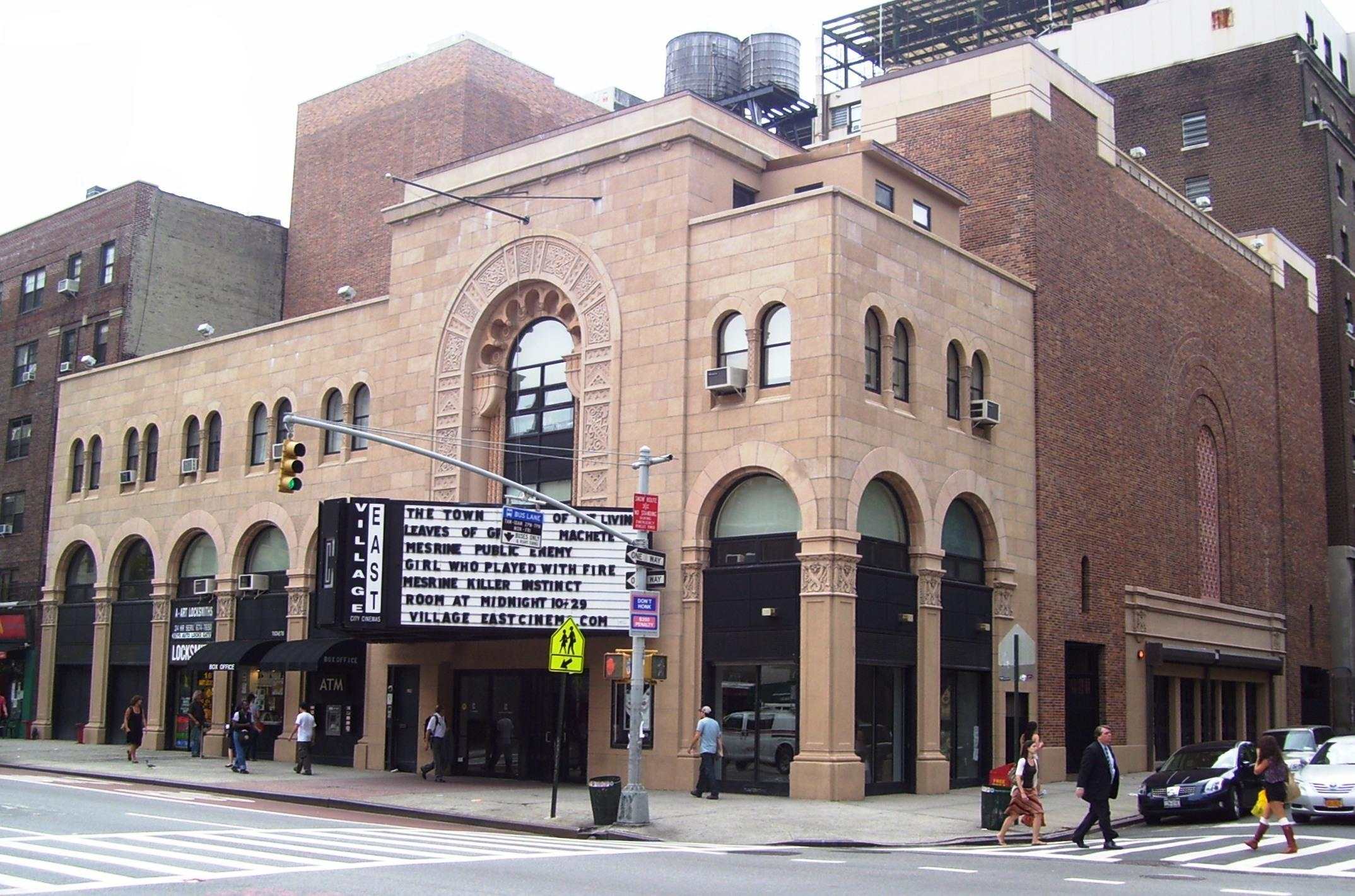
Das Gebäude des früheren Yiddish Art Theatre (2010)

Das Yiddish Art Theatre (deutsch Jiddisches Kunsttheater) war ein jiddisches Theater in New York von 1918 bis 1958.

## Geschichte
1918 gründete der amerikanisch-jüdische Schauspieler Maurice Schwartz das Yiddish Art Theatre im vorherigen Irving Place Theatre in New York.
Ein Jahr später gründete er eine Schauspielschule am Theater.
Das Theater spielte Theaterstücke in jiddischer Sprache von Autoren wie Scholem Alejchem, Israel Joshua Singer, Salomon Anski (Der Dibbuk), Moshe Lifshits, Perez Hirschbein, aber auch von William Shakespeare, u. a. Insgesamt wurden ungefähr 150 verschiedene Produktionen aufgeführt.
1924 und 1936 unternahm das Theaterensemble Gastspielreisen nach Europa, 1929 nach Südamerika. 1958 musste das Theater schließen.